# Unione Sportiva Triestina Calcio 1999-2000
Questa pagina raccoglie le informazioni riguardanti l'Unione Sportiva Triestina Calcio nelle competizioni ufficiali della stagione 1999-2000.

## Rosa
| N. |                   | Ruolo | Calciatore               |
| -- | ----------------- | ----- | ------------------------ |
|    | Italia (bandiera) | P     | Ivan Pelizzoli           |
|    | Italia (bandiera) | P     | Tiziano Ramon            |
|    | Italia (bandiera) | D     | Michele Bacis            |
|    | Italia (bandiera) | D     | Tommy Beltrame           |
|    | Italia (bandiera) | D     | Antonino Di Dio          |
|    | Italia (bandiera) | D     | Alessandro Furlanetto    |
|    | Italia (bandiera) | D     | Massimiliano D’Angelillo |
|    | Italia (bandiera) | D     | Paolo Pasqualin          |
|    | Italia (bandiera) | D     | Omar Roma                |
|    | Italia (bandiera) | D     | Paolo Scotti             |
|    | Italia (bandiera) | D     | Stefano Turi             |
|    | Italia (bandiera) | D     | Roberto Vecchiato        |
|    | Italia (bandiera) | C     | Alessandro Canella       |

| N. |                   | Ruolo | Calciatore           |
| -- | ----------------- | ----- | -------------------- |
|    | Italia (bandiera) | C     | Alen Carli           |
|    | Italia (bandiera) | C     | Carmine Coppola      |
|    | Italia (bandiera) | C     | Antonio Criniti      |
|    | Italia (bandiera) | C     | Aureliano Modesti    |
|    | Italia (bandiera) | C     | Daniele Pasa         |
|    | Italia (bandiera) | C     | Nicola Princivalli   |
|    | Italia (bandiera) | C     | Alessandro Teodorani |
|    | Italia (bandiera) | C     | Giorgio Zamuner      |
|    | Italia (bandiera) | A     | Claudio Gallicchio   |
|    | Italia (bandiera) | A     | Mirco Gubellini      |
|    | Italia (bandiera) | A     | Francesco Micciola   |
|    | Italia (bandiera) | A     | Fabrizio Provitali   |

## Risultati

### Serie C2

#### Girone di andata
| 5 settembre 1999 1ª giornata | Triestina | 2 – 0 | Faenza |  |

| 12 settembre 1999 2ª giornata | Imolese | 2 – 2 | Triestina |  |

| 19 settembre 1999 3ª giornata | Triestina | 6 – 0 | Carpi |  |

| 26 settembre 1999 4ª giornata | Castel San Pietro | 0 – 0 | Triestina |  |

| 3 ottobre 1999 5ª giornata | Triestina | 0 – 2 | Mestre |  |

| 10 ottobre 1999 6ª giornata | Sassuolo | 0 – 1 | Triestina |  |

| 17 ottobre 1999 7ª giornata | Tempio | 1 – 1 | Triestina |  |

| 24 ottobre 1999 8ª giornata | Triestina | 1 – 0 | Fiorenzuola |  |

| 31 ottobre 1999 9ª giornata | Vis Pesaro | 2 – 0 | Triestina |  |

| 7 novembre 1999 10ª giornata | Triestina | 1 – 0 | Giorgione |  |

| 14 novembre 1999 11ª giornata | Rimini | 0 – 1 | Triestina |  |

| 21 novembre 1999 12ª giornata | Triestina | 2 – 2 | Maceratese |  |

| 28 novembre 1999 13ª giornata | Padova | 4 – 2 | Triestina |  |

| 5 dicembre 1999 14ª giornata | Triestina | 4 – 1 | Torres |  |

| 12 dicembre 1999 15ª giornata | Teramo | 0 – 1 | Triestina |  |

| 19 dicembre 1999 16ª giornata | Triestina | 4 – 0 | Gubbio |  |

| 23 dicembre 1999 17ª giornata | Sora | 0 – 1 | Triestina |  |

#### Girone di ritorno
| 6 gennaio 2000 18ª giornata | Faenza | 0 – 3 | Triestina |  |

| 9 gennaio 2000 19ª giornata | Triestina | 5 – 1 | Imolese |  |

| 16 gennaio 2000 20ª giornata | Carpi | 1 – 2 | Triestina |  |

| 23 gennaio 2000 21ª giornata | Triestina | 1 – 2 | Castel San Pietro |  |

| 6 febbraio 2000 22ª giornata | Mestre | 1 – 1 | Triestina |  |

| 13 febbraio 2000 23ª giornata | Triestina | 2 – 1 | Sassuolo |  |

| 20 febbraio 2000 24ª giornata | Triestina | 3 – 1 | Tempio |  |

| 27 febbraio 2000 25ª giornata | Fiorenzuola | 1 – 1 | Triestina |  |

| 12 marzo 2000 26ª giornata | Triestina | 2 – 3 | Vis Pesaro |  |

| 19 marzo 2000 27ª giornata | Giorgione | 2 – 1 | Triestina |  |

| 26 marzo 2000 28ª giornata | Triestina | 0 – 1 | Rimini |  |

| 9 aprile 2000 29ª giornata | Maceratese | 2 – 3 | Triestina |  |

| 16 aprile 2000 30ª giornata | Triestina | 1 – 0 | Padova |  |

| 22 aprile 2000 31ª giornata | Torres | 0 – 0 | Triestina |  |

| 30 aprile 2000 32ª giornata | Triestina | 3 – 2 | Teramo |  |

| 7 maggio 2000 33ª giornata | Gubbio | 2 – 1 | Triestina |  |

| 14 maggio 2000 34ª giornata | Triestina | 3 – 1 | Sora |  |

#### Play-off
| Pesaro 28 maggio 2000 Semifinale - andata | Vis Pesaro | 2 – 1 | Triestina |  |

| Trieste 14 maggio 2000 Semifinale - ritorno | Triestina | 1 – 1 | Vis Pesaro |  |

### Coppa Italia Serie C

#### Fase a gironi
| 22 agosto 1999 | Triestina | 2 – 1 | Giorgione |  |

| 25 agosto 1999 | Mestre | 1 – 1 | Triestina |  |

| 29 agosto 1999 | Triestina | 0 – 1 | Padova |  |

| 15 settembre 1999 | Cittadella | 1 – 0 | Triestina |  |

## Statistiche

### Statistiche dei giocatori
La prima cifra rappresenta il numero di presenze e la seconda il numero di gol in campionato. :